# سبنسر ديفيس جروب (فريق روك)
سبنسر ديفيس جروب (بالإنجليزية: The Spencer Davis Group)‏ فريق روك بريطاني تشكل في برمنغهام في عام 1963.
يتكون الفريق من:
- سبنسر ديفيس (جيتار)[10]
- ستيف وينوود (لوحات المفاتيح، والجيتار)
- ماف وينوود (جيتار باس)
- بيت يورك (طبول)

## من أشهر أغانيهم
- ليساعدني احدكم  (Somebody Help Me (1966[11]
- (أحتلت المركز الأول في بريطانيا)
- تابع الركض (Keep on Running (1966[12]
- (أحتلت المركز الأول في بريطانيا)
- انا رجل (I'm a Man (1967[13]
- (أحتلت المركز التاسع في بريطانيا، والعاشر في الولايات المتحدة)
- اعطني بعض الحب (Gimme Some Lovin' (1967[14] (أحتلت المركز الثاني في بريطانيا، والسابع في الولايات المتحدة).

## نهاية الفريق
غادر ستيف وينوود الفريق في عام 1967 لتشكيل فريقه الخاص «ترافيك Traffic»، وبعد إصدار عدد قليل من الأغاني الفردية، توقف الفريق عن النشاط في عام 1968.
أعاد ديفيس تأسيس فريق «سبنسر ديفيس جروب» في مناسبتين أخريين، دون مشاركة الأخوين وينوود، أولًا في 1973-1974 لألبومين آخرين، ومرة أخرى من عام 2006، ومنذ ذلك الحين تحولوا في المقام الأول لفريق جولات موسيقية. توفي ديفيس في 19 أكتوبر 2020، مما أدى إلى نهاية الفريق.

## وصلات خارجية
- الموقع الرسمي